# Landsort
Landsort é um cabo na ponta sul da pequena ilha de Öja, também chamada de Landsortslandet, situada na extremidade sul do arquipélago de Estocolmo, e localizada a sul da ilha de Södertörn. 

O nome Landsort é também usado para designar a própria ilha, assim como uma pequena povoação com uns 20 habitantes e ainda um farol com 25 m de altura, construído por volta de 1669.

A 22 km a sudeste de Landsort, fica a Fossa de Landsort (Landsortsdjupet) – uma falha geológica muito antiga, e o ponto mais profundo do Mar Báltico, com uns 459 m de profundidade.

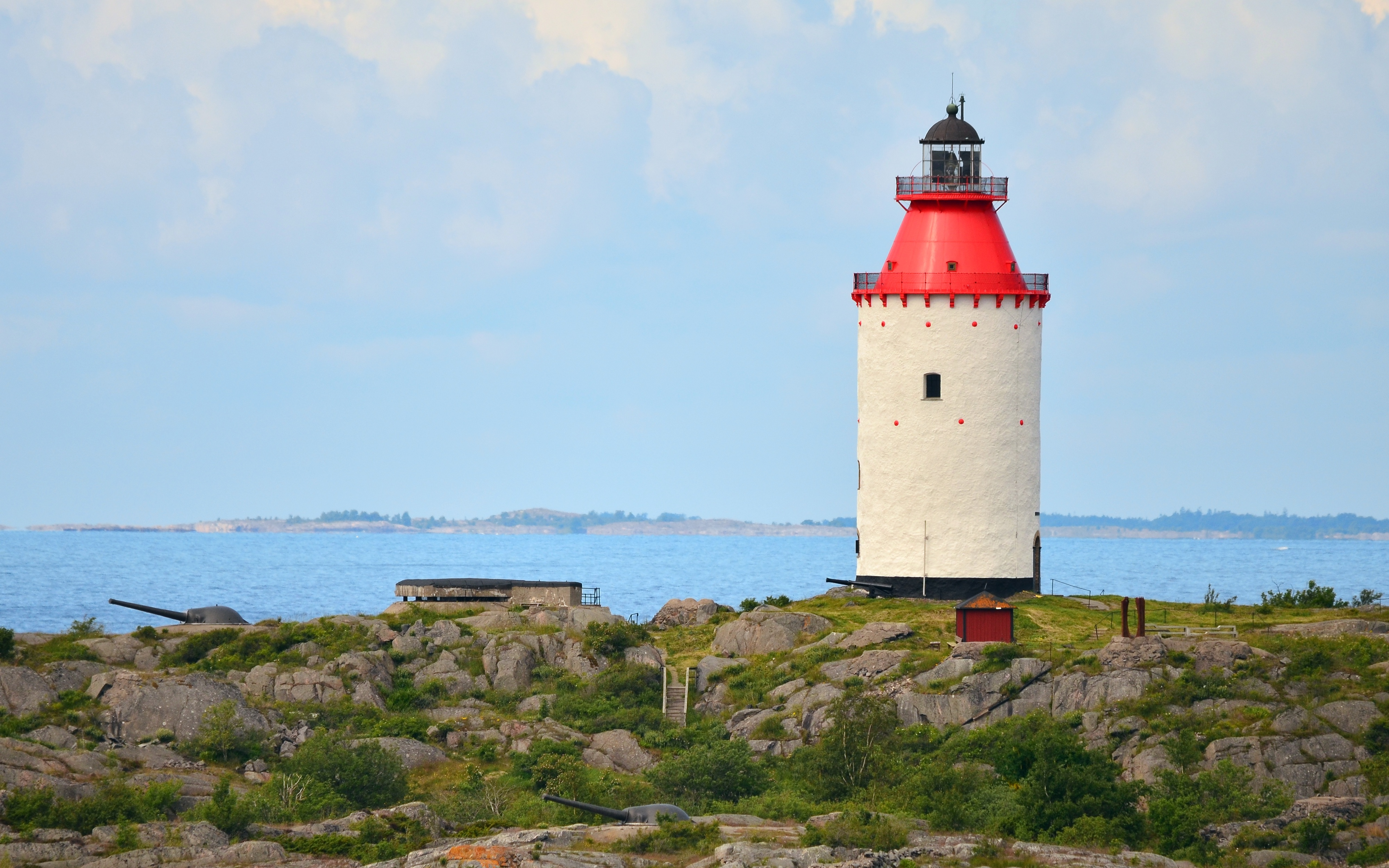
O farol
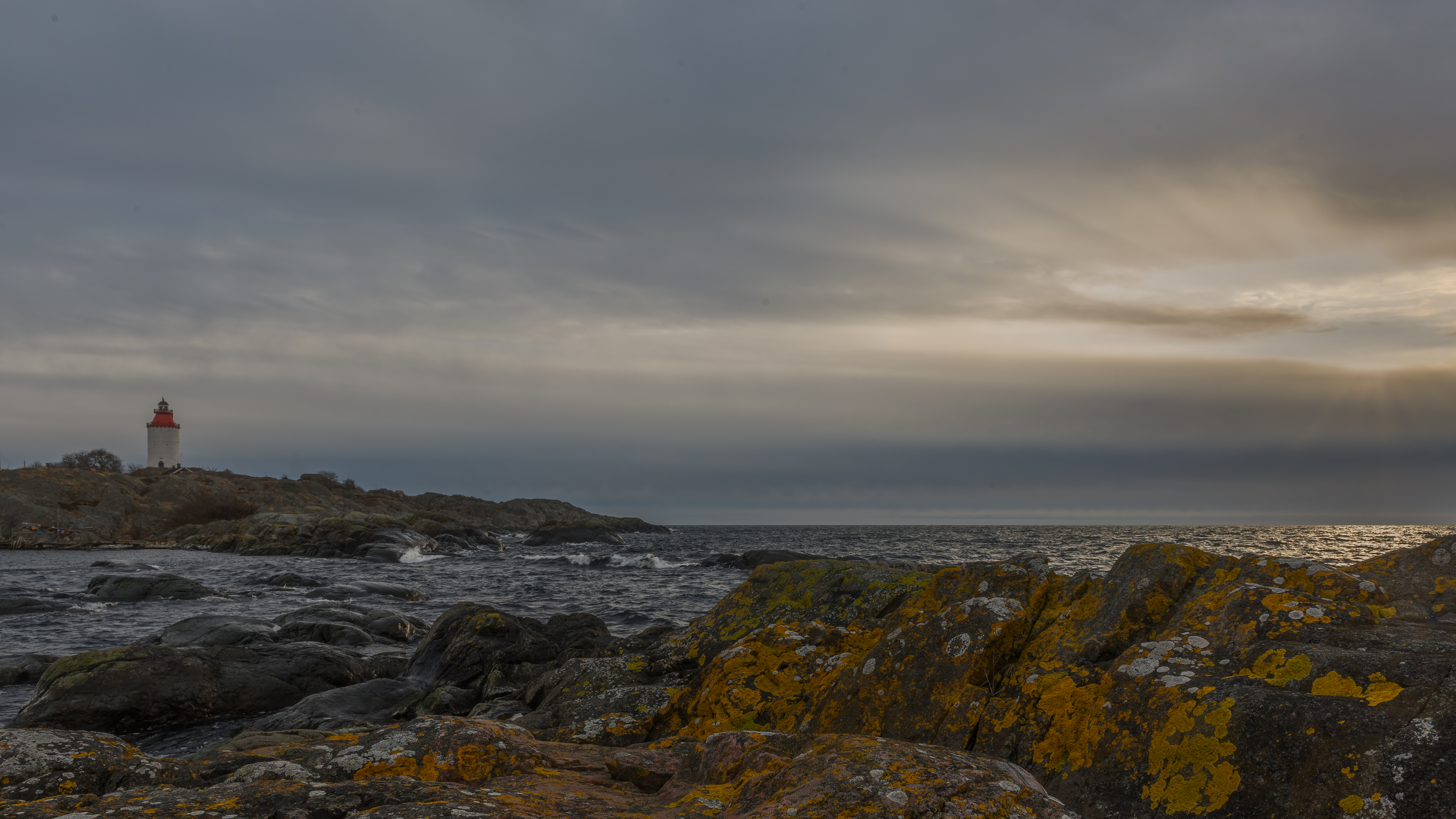
O farol e a ilha
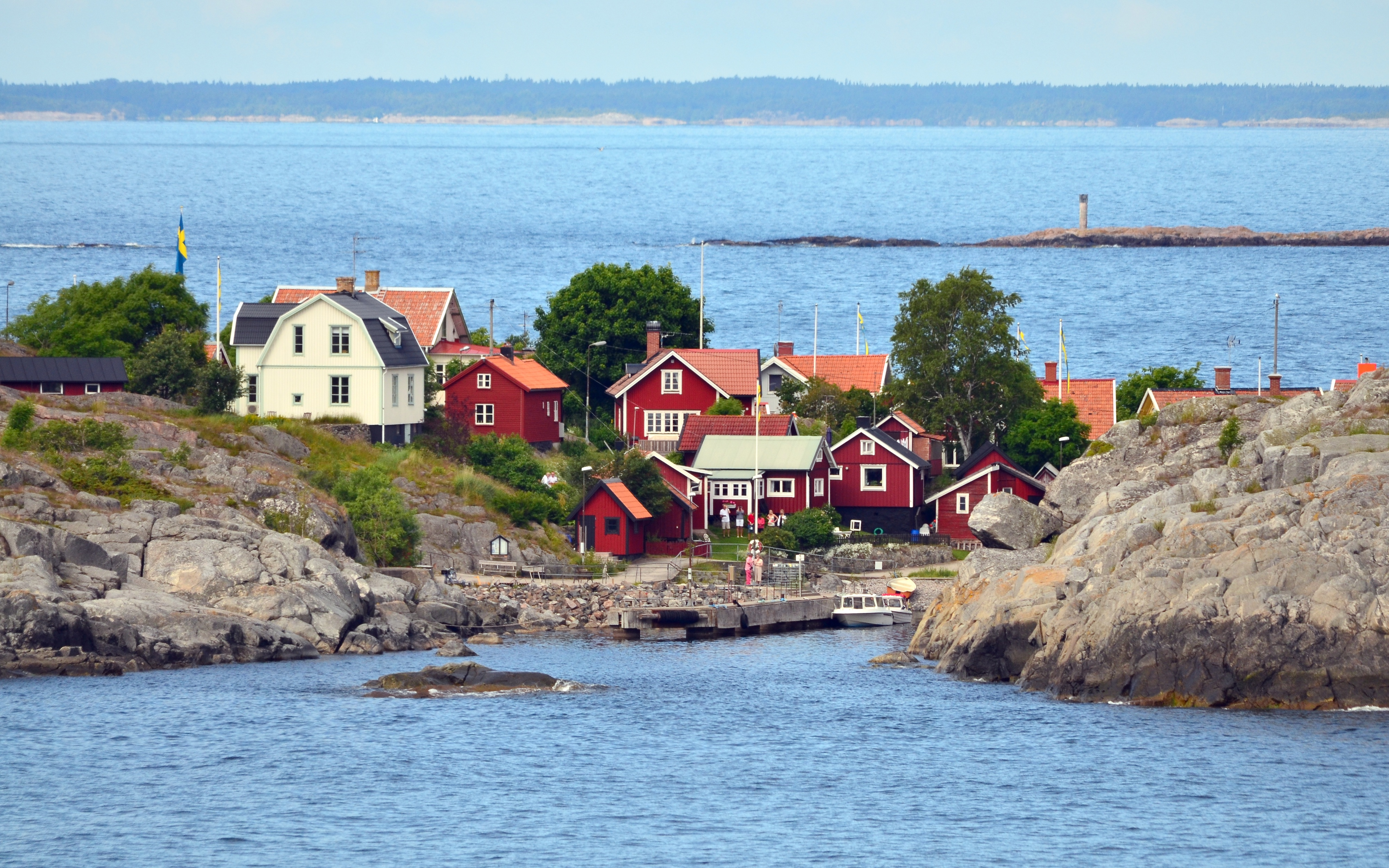
A pequena povoação
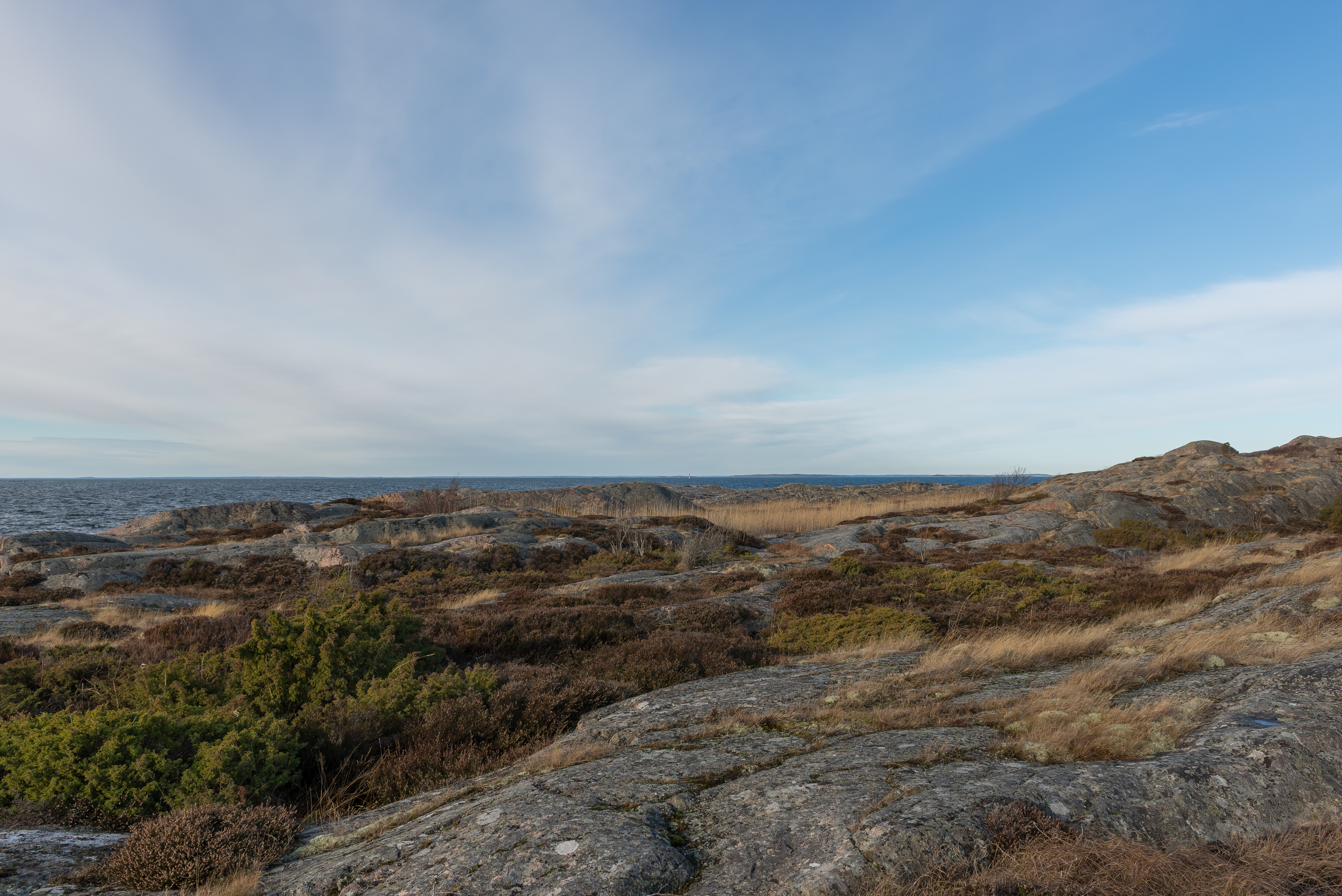
Paisagem da ilha